# پارک مفاخر رشت
پارک مفاخر رشت با نام دیرین باغ سالار یا باغ بذر چمارسرا توسط بنگاه جنگلبانی آن زمان در سال ۱۳۲۶ تأسیس و به عنوان اولین نمونه جنگلداری شهری توسط اداره کل منابع طبیعی گیلان مدیریت و نگهداری می‌شد. این مجموعه که در نوع خود بی‌نظیر است، طبق توافقهای به عمل آمده با سازمان جنگلها در سال ۱۳۹۳ رسماً در اختیار شهرداری رشت قرار گرفت. این پارک، سومین بوستان بزرگ کلانشهر رشت می‌باشد که در منطقه ۴ رشت واقع است. این پارک چمارسرا نیز نامیده می‌شود و دارای دو بخش محوطه و باغ بذر می‌باشد. یخچال طبیعی چمارسرا و چشمه چمارسرا در مجاورت این پارک قرار دارد، از یخچال طبیعی تنها چند پلکان به یادگار مانده‌است و چشمه با عدم رسیدگی تبدیل به محل شست شوی خودروهای بارکش شده‌است.
عملیات اجرایی احداث فاز نخست این پارک از ۲۶ فروردین ۱۳۹۳ آغاز شد و در ۷ مرداد ۱۳۹۳ مطابق برنامه پیش‌بینی شده در زمانی کمتر از ۴ ماه به بهره‌برداری و با حضور محمدعلی نجفی استاندار گیلان، محمدابراهیم خلیلی شهردار وقت رشت، اعضای شورای شهر و نمایندگان مجلس رشت افتتاح شد. با راه اندازی این پارک بزرگ سرانه ۳ متر مربعی فضای سبز رشت به ۵ متر مربع ارتقا یافت.

## پیشینه
باغ بذر چمار سرا در سال ۱۳۲۶ به عنوان نخستین نهالستان تولید نهال جنگلی توسط بنگاه جنگلبانی آن زمان تأسیس شد. در این نهالستان دو توده جنگل‌کاری آزاد و بلوط صورت گرفت و به عنوان جنگل‌کاری‌های اولیه کشور محسوب می‌شود. باغ چمارسرا از سال ۱۳۷۴ به عنوان باغ بذر به تصویب رسید. با توجه به مصوبه هیئت دولت در سال ۱۳۹۳ مبنی بر واگذاری باغ بذر چمارسرا جهت احداث پارک چمارسرا به منظور بهره‌برداری عمومی شهروندان، در این خصوص با توجه به پیگیری که توسط استانداری گیلان و شهرداری رشت انجام گرفت در نهایت این باغ بذر به شهرداری تحویل داده شد.

## امکانات و مشخصات
هر کدام از خیابان‌ها و معابر اصلی این پارک به نام یکی از مشاهیر و مفاخر رشت نامگذاری می‌شود، بوستان مفاخر رشت مبلمان است و قرار گرفتن در مرکز شهر، عبور رودخانه گوهررود از مجاورت آن، نزدیکی به تالاب عینک و دارا بودن پوشش گیاهی متنوع بومی و سازگار با شرایط اقلیمی گیلان شامل گونه‌های درختی نظیر آزاد، اوجا، افرا، توسکا، بلوط به همراه درختچه‌ها و گیاهان علفی و بوته‌ای بومی گیلان همین‌طور وجود برخی از گونه‌های حفاظت شده در زونهای حفاظتی تعبیه شده و گونه‌های گیاهی وحشی و جنگلی و درختچه‌هایی نظیر کادینا، شاه‌پسند، ناندنیا، شمعدانی، کاملیا در پارک بر غنای پوشش گیاهی پارک افزوده است.
فضای سبز، مبلمان پارکی، سیستم آبیاری تحت فشار، وسایل ورزشی همگانی، وسایل بازی کودکان، میز شطرنج، میز پینگ پونگ، نیمکت، کتابخانه، سرویس بهداشتی و نمازخانه از امکانات این پارک است.

## نامگذاری
شورای شهر رشت با توجه به برگزاری اولین همایش مشاهیر و مفاخر رشت در سال ۱۳۹۳ نامگذاری این بوستان به عنوان مفاخر در راستای آشنایی مردم با چهره‌های مطرح رشت در سطح جهان است.
نامگداری قطعات بوستان چمارسرای رشت به نام ۱۳ گروه از مفاخر رشت است هر یک از چهره‌های حوزه‌های علمی، فرهنگی، هنری و ایثار و شهادت قطعه‌ای در بوستان مفاخر رشت دارد.